# Donnellson
Pour les articles homonymes, voir Donnellson (homonymie).
Donnellson est une ville du  comté de Lee, en Iowa, aux États-Unis. Elle est  incorporée le 25 octobre 1892.

## Source de la traduction
- (en) Cet article est partiellement ou en totalité issu de l’article de Wikipédia en anglais intitulé « Donnellson, Iowa » (voir la liste des auteurs).